# Never Enough (chanson de The Cure)
Pour les articles homonymes, voir Never Enough.
Singles de The Cure
Pictures of You
(1990) Close to Me (Remix)
(1990)
Clip vidéo
[vidéo] « Never Enough », sur YouTube
Never Enough est une chanson du groupe britannique The Cure sortie en single le 17 septembre 1990. Elle est extraite de la compilation Mixed Up.

## Contexte et enregistrement
Après le départ du claviériste Roger O'Donnell, le groupe est réduit à un quatuor quand il entre aux studios Farmyard au début du mois de juin 1990, avec l'intention d'enregistrer plusieurs chansons dans une veine electro en compagnie du producteur Mark Saunders. Mais les séances, qui se déroulent sur cinq jours, ne donnent pas le résultat attendu et seules deux chansons sont finalement enregistrées: Never Enough qui, loin des intentions initiales, est très rock et met en avant les guitares, préfigurant déjà l'album Wish, et Harold and Joe, beaucoup plus pop et axé sur les synthés et les arrangements électroniques.
Cette dernière est basée sur une démo instrumentale du bassiste Simon Gallup qui l'avait intitulée ainsi en référence à deux personnages du soap opera australien Les Voisins (Neighbours): Harold Bishop et Joe Mangel. Quand Robert Smith a écrit les paroles, il a conservé ce titre.
Le musicien Perry Bamonte intègre The Cure juste après ces séances. Quand le single paraît en septembre 1990, il est présent sur la pochette du disque, ainsi que dans le clip de Never Enough, même s'il n'a pas participé à l'enregistrement des chansons.

## Contenu du single
C'est donc Harold and Joe qui occupe la face B du 45 tours. Sur le maxi 45 tours apparaît un titre supplémentaire, un remix inédit de Let's Go to Bed réalisé par Mark Saunders (Milk Mix), et la chanson Never Enough est en version longue (Big Mix). C'est cette dernière version qui figure sur la compilation de remixes Mixed Up.
45 tours et cassette
1. Never Enough - 4:28
2. Harold and Joe - 5:05

Maxi 45 tours et CD single
1. Never Enough (Big Mix) - 6:07
2. Harold and Joe - 5:05
3. Let's Go to Bed (Milk Mix) - 7:16

CD maxi et cassette
1. Never Enough (Big Mix) - 6:07
2. Harold and Joe - 5:05
3. Let's Go to Bed (Milk Mix) - 7:16
4. Never Enough - 4:28

## Clip
Réalisé par Tim Pope, les membres du groupe y apparaissent comme des monstres de foire dans une attraction, ou bien se produisant sur une scène si petite qu'il est impossible de s'y tenir debout. On peut apercevoir Tim Pope lui-même dans le clip ainsi que le manager Chris Parry sous les traits du patron de l'attraction.   

## Classements hebdomadaires
| Classement (1990)                      | Meilleure place |
| -------------------------------------- | --------------- |
| Allemagne (GfK Entertainment)          | 17              |
| Australie (ARIA)                       | 22              |
| Belgique (Flandre Ultratop 50 Singles) | 28              |
| Espagne (AFYVE)                        | 14              |
| États-Unis (Billboard Hot 100)         | 72              |
| États-Unis (Alternative Songs)         | 1               |
| Irlande (Irish Singles Chart)          | 6               |
| Italie (FIMI)                          | 32              |
| Nouvelle-Zélande (RMNZ)                | 11              |
| Royaume-Uni (UK Singles Chart)         | 13              |